# Dag Østerberg
Dag Østerberg född 9 november 1938, död 22 februari 2017, var en norsk sociolog och filosof.